# لذت گناه‌آلود
لذت گناه‌آلود‏ (به انگلیسی: guilty pleasure) می‌تواند یک فیلم، برنامهٔ تلویزیونی یا قطعهٔ موسیقی باشد که شخص از آن لذت می‌بَرَد، با وجود این‌که حس می‌کند به‌طورکلی کسی برای آن ارزشی قائل نمی‌شود یا غیرمتعارف و عجیب است. برای مثال، یک شخص ممکن است در خفا یک فیلم را دوست داشته باشد، با علم به این‌که آن فیلم ضعیف است و به‌طورکلی خوب تلقی نمی‌شود. مُد، بازی‌های ویدئویی، موسیقی، تئاتر، مجموعه‌های تلویزیونی، فیلم، خوراک و فتیش‌ها می‌توانند نمونه‌هایی از لذت گناه‌آلود باشند.